# Rud Thygesen
Rud Laurids Thygesen (født 15. august 1932, død 1. januar 2019) var en dansk møbelarkitekt.
Rud Thygesen blev født i Sæby, faderen var arkitekt Adolf Thygesen (død 1974). Familien flyttede til Hobro i 1938, og det var her han havde sine barndomsår.
Han flyttede til København i 1955 og tog en handelsuddannelse ved dekorationsfirmaet Hindsgaul. Han fik derefter arbejde hos forskellige møbelfirmaer, bl.a. Tidens Møbler i Lyngby som bl.a. førte møbler af de moderne danske møbeldesignere såsom Hans J. Wegner. Han begyndte selv at formgive møbler og tegnede bl.a. en sovebriks i 1961 som blev vist på Dansk Kunsthåndværks udstilling på Charlottenborg.
På foranledning af en anbefaling fra forstanderen for Kunsthåndværkerskolen blev han optaget på denne uddannelsesinstitution, på trods af sin høje alder og en manglende snedkeruddannelse. Han havde afgang fra skolen i 1966 og etablerede samme år sin egen tegnestue sammen med studiekammeraten Johnny Sørensen.
Rud Thygesen har derefter sammen med Johnny Sørensen ført et internationalt anerkendt virke som møbeldesigner, og de har bl.a. vundet 1. præmien i Snedkerlaugets møbelkonkurrence, Nationalbankens jubilæumslegat, Møbelprisen i 1978, G-prisen i Japan og "Best of Show"-prisen fra Design Foundation i USA.
Deres møbler er repræsenteret på bl.a. Kunstindustrimuseet, København, Kunstindustrimuseet i Oslo, Victoria and Albert Museum i London og Museum of Modern Art i New York.
Rud Thygesen boede ved sin død i Rungsted i Nordsjælland og er begravet på Hørsholm Kirkegård.